# Оселя зла: Вимирання
«Оселя зла 3: Вимирання» (англ. Resident Evil: Extinction) — науково-фантастичний фільм жахів з елементами бойовика 2007 року, знятий режисером Расселом Малкехі. Продовження фільмів «Оселя зла» і «Оселя зла: Апокаліпсис», знятих за серією комп'ютерних ігор Resident Evil.

## Сюжет
Дія фільму відбувається через 3 роки після подій, що розгорнулись у попередній частині. Корпорації Umbrella не вдалося стримати Т-вірус в межах міста Раккун-Сіті. Вірус поширився спочатку Північною Америкою, а потім перебрався на інші континенти і захопив весь світ. Причому впливу вірусу зазнали не тільки люди, але й тварини та рослини, тому весь світ перетворився на мляву пустелю.
Umbrella продовжила своє існування, незважаючи на майже повне вимирання людства. Співробітники корпорації ховаються в підземних комплексах, де продовжують працювати над вірусом та антивірусом і проводять інші дослідження. Одне з таких досліджень — продовження проекту «Еліс» — спроба створити клон Еліс, що володіє такими ж здібностями, як «оригінал». Клони зазнають випробувань, але гинуть, не дотягуючи до «оригіналу». Тіла клонів підіймаються на поверхню і скидаються в траншею.
В пошуках палива і продовольства Еліс подорожує на мотоциклі невеликими містами, так як залишатися на одному місці занадто небезпечно — через зомбі; у великих містах ще небезпечніше з цієї ж причини. Надлюдські здібності Еліс зростають, але їй все ж доводиться ховатися від виявлення військовими орбітальними супутниками (сигнал із супутника може повністю контролювати Еліс).
У такому ж як Еліс постійному русі перебуває і група інших людей, що вижили. До цієї групи входять Клер Редфілд (сестра Кріса Редфілда, головного героя гри Resident Evil), Карлос Олівера, (колишній солдат спецпідрозділу, який з'явився у другій частині) та Ел Джей (також з'явився у другій частині).
Еліс зустрічається з іншими героями під час нападу заражених птахів. Щоб знищити цих літаючих зомбі, Еліс використовує свої надздібності. Цей сплеск фіксується супутником військових — Еліс виявляє себе.
Еліс показує іншим якісь записи, які вона знайшла під час своїх подорожей — судячи з цих записів, вірус не дістався до Аляски. Всі вирішують, що краще ризикнути і спробувати пробратися на північ. Для того, щоб подолати чималий шлях до Аляски, потрібно пальне, якого залишилося зовсім небагато. Маленькі містечка вже спустошені, а отже, доводиться їхати до великого міста — Лас-Вегаса, де їх вже чекає засідка.
Ел Джея кусає один із зомбі, однак він приховує це. Через деякий час, коли герої прибувають до Лас-Вегаса і на них нападають «вдосконалені» вченими Umbrella зомбі, Ел Джей сам стає одним із цих ходячих трупів. Ел гине, отримавши кулю в голову від Карлоса Олівери, при цьому встигнувши його вкусити.
Карлос Олівера не встигає перетворитися на зомбі, так як підриває себе з бензовозом, розчищаючи шлях Еліс.
Діставшись до бази корпорації, Клер Редфілд та інші сідають у гелікоптер і відлітають в надії дістатися до Аляски. Еліс не летить з ними і спускається вниз, щоб убити мутованого доктора Айзекса. Вона розправляється з ним в копії коридору з лазерами із першого фільму, а саму Еліс від цих лазерів рятує її клон.
Комп'ютерна система Біла королева, «сестра» Червоної королеви з першого фільму, повідомила Еліс новину: її кров — ліки від Т-вірусу. Еліс на чолі армії своїх клонів збирається атакувати штаб-квартиру корпорації Umbrella в Токіо.

## У ролях
- Мілла Йовович — Еліс
- Одед Фер — Карлос Олівера
- Елі Лартер — Клер Редфілд
- Ієн Глен — доктор Александр Айзекс
- Ашанті — Бетті
- Майк Еппс — Ел Джей (Ллойд Джефферсон Вейн)
- Крістофер Іган — Майкі
- Спенсер Лок — Кей-Март
- Меттью Мерсден — капітан Слейтер
- Лінден Ешбі — Чейз (Снайпер-Ковбой)

## Саундтрек
Спеціально для фільму група Flyleaf записала ремікс пісні I am So Sick, названий T-Virus Remix.

## Касові збори
Під час показу в Україні, що розпочався 20 вересня 2007 року, протягом перших вихідних фільм демонстрували на 63 екранах, що дозволило йому зібрати $524,819 і посісти 1 місце в кінопрокаті того тижня. Фільм продовжував очолювати український кінопрокат і наступного тижня, адже ще демонструвався на 63 екранах і зібрав за ті вихідні ще $186,390. Загалом фільм в кінопрокаті України зібрав $1,076,761, посівши 12 місце серед найбільш касових фільмів 2007 року. Фільм став фільмом номер один у північноамериканському прокаті в перший вікенд, зібравши $23 мільйони. Станом на 1 січня 2008 року фільм зібрав $50,6 мільйона у внутрішньому прокаті та $97 мільйонів у міжнародному прокаті. Загальні збори склали $148,4 мільйона.

## Цікаві факти
- Зйомки фільму повинні були проходити в Австралії, але були перенесені до Мексики, де були дуже важкі умови. Після їх закінчення режисер фільму Рассел Малкехі потрапив до лікарні — його організм був занадто виснажений знімальним процесом.
- Спочатку фільм мав знімати Пол Андерсон (режисер першої частини), але його кандидатуру відхилили продюсери.
- Слоган фільму — «Цього разу без компромісів».
- Початковий підзаголовок назви фільму був «Потойбічне життя», який згодом став підзаголовком четвертої частини — «Оселя зла: Потойбічне життя», проте пізніше підзаголовок фільму був перейменований на «Вимирання».
- Монстр, на якого перетворюється мутований доктор Айзекс — мутант «Тиран», точно такий же, як і з першої частини гри.
- До фільму не ввійшла сцена із початкового сценарію, де Еліс зламує базу даних корпорації Umbrella і дізнається, що її справжнє ім'я Дженіс Просперо.
- Протягом декількох ігор Клер Редфілд шукає свого брата Кріса. Творці фільму хотіли обґрунтувати подорож на Аляску довгоочікуваним возз'єднанням Клер і Кріса, але у фінальному варіанті сценарію мотивація героїв змінилася.
- На стадії підготовки до зйомок було прийнято одноголосне рішення зробити найкривавішу частину франшизи.
- Раккун-Сіті знімався у Детройті, одному із вимираючих міст США.
- У початковому сценарії пояснювалось, що Енджі було вбито під час нападу солдатів Umbrella.
- Цей фільм єдиний серед продовжень, який не розпочинається фразою «Мене звати Еліс».

## Помилки у фільмі
- В одній зі сцен показано труп у вікні біля передніх дверей автобуса. У попередньому кадрі, коли зграя птахів залітала в автобус через розбите лобове скло, трупа у вікні немає.
- Гелікоптер піднімає з бази контейнер, із якого вибігають зомбі. Розміри цього контейнера на різних кадрах різняться.